# Estación de Fabra i Puig (Rodalies de Catalunya)
Fabra i Puig (antes San Andrés Arenal) es un intercambiador multimodal entre el metro (L1), Rodalies de Catalunya (R3, R4, R7 y una estación de autobuses interurbanos. También dispone de varias líneas regulares de autobuses urbanos y una línea de tránsito rápido que efectúan parada en la estación de autobuses o en sus proximidades, una parada de taxis y una estación del Bicing.

## Historia
- Estación de Metro: En 1954 se abre al público la estación de la línea 1 de Metro de Barcelona como Fabra y Puig.
- Estación de Cercanías: Con el soterramiento de las líneas de Renfe dentro del casco urbano de Barcelona se creó la estación subterránea de Cercanías Barcelona.
- 2011: Remodelación de la estación de autobuses.
- El 27 de octubre de 2013, el último coche de un tren de cercanías de la línea R3 —procedente de la Tour de Carol y con destino Hospitalet de Llobregat— descarrila causando tres heridos.[1][2]
- En julio de 2023 la estación cambió de nombre a "Fabra i Puig", para hacer coincidir la nomenclatura con la estación del Metro de la Línea 1.[3]

## Medios de transporte

### Metro
| << cabecera           | < estación | línea | estación >  | cabecera >> |
| --------------------- | ---------- | ----- | ----------- | ----------- |
| Metro                 |            |       |             |             |
| Hospital de Bellvitge | La Sagrera |       | Sant Andreu | Fondo       |

### Rodalies de Catalunya
Forma parte de las líneas R3, R4 y R7 de cercanías de Barcelona de Rodalies de Catalunya.  
Normalmente la R4 ofrece servicios Manresa - San Vicente de Calders, pero también hay trenes Hospitalet - Tarrasa, Hospitalet - Manresa y San Vicente de Calders - Tarrasa. 
La frecuencia media entre semana en el tramo central (para moverse entre Hospitalet de Llobregat y Tarrasa) es un tren cada 5-15 minutos, mientras que los fines de semana los trenes circulan cada 20-30 minutos. 
Para trenes de punta a punta, de Manresa a San Vicente de Calders o alrededores, hay trenes cada 20-30 minutos en días laborables y cada 60 minutos en fines de semana.
| << cabecera | < estación           | línea | estación >       | cabecera >>                                                                      |
| --- | -------------------- | ----- | ---------------- | -------------------------------------------------------------------------------- |
| Servicios de cercanías de Barcelona                                                                             |                      |       |                  |                                                                                  |
| Hospitalet | La Sagrera-Meridiana |       | Torre del Baró 1 | Granollers Canovellas Vich Ripoll / Ribas de Freser Puigcerdá / Latour-de-Carol1 |
| San Vicente de Calders Villafranca del Panadés Martorell Hospitalet                                             | La Sagrera-Meridiana |       | Torre del Baró 1 | Tarrasa Manresa                                                                  |
| terminal | terminal             |       | Torre del Baró 1 | Cerdanyola Universitat                                                           |
| 1. Hay tres servicios laborables semidirectos con destino Manresa, con la siguiente estación en Sabadell Centro |                      |       |                  |                                                                                  |

### Autobús
La estación de autobuses de Barcelona-Fabra i Puig, también denominada Barcelona-Sant Andreu, ubicada en la avenida Meridiana con el paseo de Fabra i Puig, dispone de 15 dársenas para las parada de los autobuses. Actualmente, hacen parada en la estación 53 líneas de autobús: 2 líneas de autobús urbano, 48 líneas de autobús interurbano y 3 líneas de ámbito nacional. La empresa Barcelona de Serveis Municipals S.A gestiona la estación de autobuses desde mediados de 2011. Los usuarios de la estación disponen de teléfono público, bar, lavabos adaptados a personas de movilidad reducida, videovigilancia 24 h y monitores del canal de noticias 3/24. El horario de la estación es de 04:30 h a 23:30 h todos los días de la semana. Por la noche, la estación es utilizada para estacionar los autobuses.
| Autobús interurbano  |             |                         |
| Origen               | << Línea >> | Destino                 |
| Barcelona-La Sagrera | E1          | Sabadell                |
| Barcelona-La Sagrera | E2          | Tarrasa                 |
| Barcelona-La Sagrera | E3          | Sardañola del V. -> UAB |
| Barcelona-La Sagrera | E4          | Ripollet                |

## Galería de imágenes
|                                                                                       |
| Exterior de la estación de cercanías antes de remodelar la zona exterior de la misma. |

|                           |
| Vestíbulo de la estación. |

|                                                                                                  |
| Estación de autobuses de Fabra i Puig. Dispone de 15 dársenas para las paradas de los autobuses. |

| |
| Autobús interurbano de la línea E4 de la red Exprés.cat efectuando parada en la estación de autobuses dirección Ripollet. |